# Termux
Termux는 안드로이드 장치에서 리눅스 환경을 구동할 수 있게 허용하는 안드로이드용 단말 에뮬레이터이다. 게다가 리눅스 소프트웨어는 애플리케이션의 패키지 관리자를 통해 설치가 가능하다.
Termux는 미니멀 베이스 시스템을 자동으로 설치하며 추가 패키지는 패키지 관리자를 사용하여 사용할 수 있다.
리눅스에서 사용 가능한 명령어 대부분은 내장 배시 명령어와 함께 접근이 가능하다. Zsh, Tcsh 등 기타 여러 셸도 이용이 가능하다.

## 같이 보기
- 데비안
- 명령 줄 인터페이스
- 패키지 관리자